# فرودگاه سنت اینگلورت
فرودگاه سنت اینگلورت (به انگلیسی: Saint-Inglevert Airfield) یک فرودگاه همگانی است که یک باند فرود بتن دارد و طول باند آن ۶۳۰ متر است. این فرودگاه در شهر پا-دو-کاله کشور فرانسه قرار دارد و در ارتفاع ۱۳۰ متری از سطح دریا واقع شده است.